# 孤立语
孤立語（Isolating language）是一种语言类型。特点是没有或很少有詞形變化，构词上，語素單詞比接近一比一，即一个词等于一个（自由）语素，常用語序或助词表示语法關係。与綜合語（其中又分為黏著語、屈折語、多式綜合語）形成对比。
依照語言學家的分類標準和视角的不同，孤立語與分析語之間的關係可能會產生三种情况：
1. 將孤立語與分析語視為相同的概念。
2. 將「分析」作為一種性質，進而將孤立語納入分析語，視孤立語為分析語分析性質最極端的表現。
3. 將孤立語與分析語分開。（如上古漢語兼具孤立語及綜合語性質）

如漢語、彝語、緬甸語、壯語、寮語、越南語、高棉語、巴布亞皮欽語、苗語、約魯巴語等。

## 延伸閱讀
- Sapir, Edward. Types of linguistic structure. In Language: An introduction to the study of speech（页面存档备份，存于）  Chapter 6.  (1921).